# Moíres
Moíres är en kommunhuvudort i Grekland.   Den ligger i prefekturen Nomós Irakleíou och regionen Kreta, i den sydöstra delen av landet, 300 km söder om huvudstaden Aten. Moíres ligger 84 meter över havet och antalet invånare är 6 450.
Terrängen runt Moíres är kuperad österut, men västerut är den platt.Runt Moíres är det ganska glesbefolkat, med 40 invånare per kvadratkilometer. Moíres är det största samhället i trakten. Trakten runt Moíres består till största delen av jordbruksmark.